# Crossomitrium rotundifolium
Crossomitrium rotundifolium là một loài rêu trong họ Pilotrichaceae. Loài này được Herzog mô tả khoa học đầu tiên năm 1916.
Danh pháp khoa học của loài này chưa được làm sáng tỏ. 